# Кёлен (Куксхафен)
Кёлен (нем. Köhlen) — ортшафт в Германии, в земле Нижняя Саксония. С 1 января 2015 года он является частью города Гестланд, район Куксхафен. Население на 2017 год составляло 973 человек. Занимает площадь 26,72 км².
Ранее имел статус общины, подразделявшейся на 8 районов. Община входила в состав совместной общины Бедеркеза.